# Šelmberk (hrad, okres Tachov)
Šelmberk (též Starý zámek) je zaniklý hrad nebo opevněný strážný bod v Českém lese nedaleko německých hranic asi 6 km západně od obce Lesná v okrese Tachov. Zbytky hradu se nacházejí na vrchu Na Skalkách ve stejnojmenné přírodní památce v nadmořské výšce 769 m n. m.

## Historie
Pohnutky, které vedly k vybudování malého hradu v pustých pohraničních lesích nejsou objasněny. Nabízí se domněnka, že souvisel s ochrannou rýžovišť zlata u nedalekého Zlatého Potoka, jejichž existence ale není bezpečné prokázána. Těžbu drahých kovů v okolí naznačují zprávy z roku 1708, kdy v lesích u Ostrůvku nechali Waldthurnští zřídit těžní štolu a z roku 1739, kde zde dokonce vystavěli hornický dům.[zdroj?]
Vzhledem k malému rozsahu opevnění se jednalo spíše o opevněný strážní bod než o skutečný hrad. Český historik August Sedláček označil tento hrad chybně za Šelmberk. Skutečný Schellenberg existuje jen o několik kilometrů dále na německé straně hranice.
Hrad byl založen nejspíš kolem roku 1300 v obtížně prostupných lesích. Brzy poté zanikl. Archeologicky doložené zbytky vypálené mazanice svědčí o požáru.

## Stavební podoba
Jednodílný hrad měl okrouhlý půdorys. Z opevnění, ve kterém hrálo významnou roli dřevo, se dochoval příkop a vnější val. Na západní straně byl příkop zdvojený. Hradní jádro se nacházelo na vrcholu 9 m vysoké skály ve středu areálu. Na skále zřejmě stála dřevěná budova vytápěná kachlovými kamny. Na severovýchodní straně ke skále přiléhala obdélná budova.